# プレチェニッコ
プレチェニッコ（伊: Precenicco）は、イタリア共和国フリウリ＝ヴェネツィア・ジュリア州ウーディネ県にある、人口約1,400人の基礎自治体（コムーネ）。

## 地理

### 位置・広がり

#### 隣接コムーネ
隣接するコムーネは以下の通り。
- ラティザーナ
- マラーノ・ラグナーレ
- パラッツォーロ・デッロ・ステッラ

### 気候分類・地震分類
プレチェニッコにおけるイタリアの気候分類 (it) および度日は、zona E, 2399 GGである。
また、イタリアの地震リスク階級 (it) では、zona 3 (sismicità bassa) に分類される。